# 노먼 오스번
노먼 오스번(Norman Osborn)은 미국의 마블 코믹스에 등장하는 악당 캐릭터이다. 스탠 리와 스티브 딕코가 창작했으며 어메이징 스파이더맨의 제14호에 처음 등장했다. 그의 첫 등장 모습은 그의 잘 알려진 캐릭터인 그린 고블린이었다.
도덕성이 결여된 오스코프의 사업가로서 그는 그의 육체적 능력과 지능을 강화시키지만 그를 미치게 만드는 고블린 포뮬라를 먹었다. 그는 스파이더맨의 적수로 잘 알려져 있으며 그웬 스테이시의 죽음이나 클론 사가와 같은 피터 파커의 수많은 비극에 책임이 있는 인물이기도 하다. 또한 그는 스파이더맨의 가장 친한 친구인 해리 오스본의 아버지이기도 하다. 그러나 또는 결과적으로 그는 마블 코믹스에 등장하는 다른 영웅들과도 충돌했으며 어두운 시기라는 만화책에서는 아이언 패트리어트라는 캐릭터로 등장하기도 했다.
고블린으로서 그는 할로윈 주제의 모습을 채택했고 녹색과 보라색 색상의 고블린 의상을 입었으며 고블린 글라이더라 불리는 박쥐 모양의 글라이더를 타고 다닌다. 그의 무기는 호박 폭탄과 같은 수류탄을 쓰며 뉴욕 시를 공포에 떨게 만들었다. 그는 닥터 옥토퍼스나 미스테리오, 바이퍼, 등 다양한 악당들과 손을 잡기도 하고 시니스터 식스나 다크 어벤저스와 같은 단체들과 연합하기도 했으나, 이러한 그의 관계는 그의 혼돈적인 정신으로 인해 자주 붕괴되었다. 그는 스파이더맨 외에도 퍼니셔나 제시카 존스와도 대립한다.